# Vouhé (Charente Marittima)
Vouhé è un comune francese di 646 abitanti situato nel dipartimento della Charente Marittima nella regione della Nuova Aquitania.

## Società

### Evoluzione demografica
Abitanti censiti